# 田林站
田林站，位于中华人民共和国广西壮族自治区百色市田林县乐里镇，是南昆铁路上的火车站，建于1997年，由南宁铁路局管辖。

## 車站周邊
- 田林县移民局
- 中国电信田林县营业厅
- 田林县财政局
- 田林县国土资源局
- 田林县审计局
- 茂兴大酒店
- 田林民俗风貌街
- 田林县气象局
- 中国邮政储蓄银行财富商城支行
- 田林县高级中学

## 歷史
- 建于1997年。

## 业务办理
办理旅客乘降，行李，包裹托运。办理整车货物到发。